# Llista de masies de Vilamantells
Llista de les masies de Vilamantells, entitat de població de Guixers (Solsonès).
| Topònim          | Documentada des de | Emplaçament                                                                            |
| ---------------- | ------------------ | -------------------------------------------------------------------------------------- |
| Bajona, Cal      | Segle XVI.         | 42° 8′ 44.54″ N, 1° 34′ 11.73″ E / 42.1457056°N,1.5699250°E                            |
| Cabrit, Cal.     | ?                  |                                                                                        |
| Campàs, Cal      | Segle XX.          | 42° 8′ 23.92″ N, 1° 34′ 33.76″ E / 42.1399778°N,1.5760444°E                            |
| Cases, Cal.      | Segle XIX          |                                                                                        |
| Caseta, la.      | Segle XIX          |                                                                                        |
| Caserra          | ?                  | 42° 8′ 28.23″ N, 1° 34′ 33.96″ E / 42.1411750°N,1.5761000°E                            |
| Costes, les      | Segle XVII         | 42° 8′ 27.83″ N, 1° 32′ 12.87″ E / 42.1410639°N,1.5369083°E                            |
| Ca l'Ermengol    | Segle XX.          |                                                                                        |
| Jardí, Cal       | Segle XVIII        | 42° 8′ 27.83″ N, 1° 32′ 12.87″ E / 42.1410639°N,1.5369083°E                            |
| Molí del Monegal | Segle XVII.        | 42° 8′ 30.29″ N, 1° 35′ 58.17″ E / 42.1417472°N,1.5994917°E A l'antic nucli d'Ollers.  |
| Monegal          | 1260.              | 42° 8′ 26.74″ N, 1° 35′ 57.55″ E / 42.1407611°N,1.5993194°E A l'antic nucli d'Ollers.  |
| Mosqueta, Can    | Segle XIX.         | 42° 9′ 4.884″ N, 1° 35′ 50.84″ E / 42.15135667°N,1.5974556°E A l'antic nucli d'Ollers. |
| Noguer, el       | Segle XX.          | 42° 7′ 52.50″ N, 1° 36′ 16.24″ E / 42.1312500°N,1.6045111°E                            |
| Nogueres, les    | Segle XVII.        | 42° 8′ 37.46″ N, 1° 35′ 15.50″ E / 42.1437389°N,1.5876389°E A l'antic nucli d'Ollers.  |
| Cal Peret        | Segle XIX.         |                                                                                        |
| Planes, les      | ?                  | 42° 8′ 31.98″ N, 1° 35′ 6.349″ E / 42.1422167°N,1.58509694°E                           |
| Pujol, el        | Segle XIX.         | 42° 8′ 10.30″ N, 1° 34′ 11.70″ E / 42.1361944°N,1.5699167°E                            |
| Ribes, les       | 1239.              | 42° 8′ 38.25″ N, 1° 35′ 7.689″ E / 42.1439583°N,1.58546917°E A l'antic nucli d'Ollers. |
| Simon, Cal       | Segle XIII.        | 42° 8′ 16.70″ N, 1° 34′ 10.61″ E / 42.1379722°N,1.5696139°E                            |
| Vila, Cal        | Segle XV.          | 42° 8′ 16.70″ N, 1° 34′ 10.61″ E / 42.1379722°N,1.5696139°E                            |
| Vila-saló        | 1069.              | 42° 7′ 45.67″ N, 1° 36′ 16.73″ E / 42.1293528°N,1.6046472°E                            |

## Masies històriques
Aquesta és la relació de les masies de Vilamantells de les quals se'n té constància documental però que se'n desconeix el seu emplaçament
- Bafarull (1280)
- Miralda (Segle XVIII)
- Serra d'Arnau (o Serreta de les Valls) (Segle XI)